# Javier Mendoza
Javier Osvaldo Mendoza (Tartagal, Salta, Argentina; 2 de septiembre de 1992) es un futbolista argentino. Juega de volante para el AE Kifisia FC de la Segunda Superliga de Grecia. 

## Trayectoria
Formado en FUITAR -la escuela de fútbol financiada por el Municipio de Tartagal-, empezó a competir a sus 15 años en la Liga Departamental de San Martín. Luego de jugar para Villa Güemes y Unión Madereros, fue reclutado en 2009 por el club Jorge Griffa de Rosario.
Tras dos años en la academia rosarina, se incorporó a la reserva de Gimnasia y Esgrima La Plata. Allí comenzó a jugar profesionalmente en 2013, debutando en Copa Argentina ante Excursionistas y en la Primera División de Argentina ante Racing Club.
En julio de 2016 fue cedido a préstamo a Atlético Tucumán, club que acababa de ascender a la máxima categoría del fútbol profesional argentino.
En agosto de 2017 fue nuevamente cedido a préstamo a Chacarita Juniors, otro club que acababa de ascender a la máxima categoría del fútbol profesional argentino. Sin embargo, aunque tenía contrato por un año, en enero de 2018 dejó el club para unirse a Instituto, que a la sazón militaba en la Primera B Nacional.
En enero de 2019 hizo su regreso a la Superliga Argentina, contratado por Huracán.
En agosto de 2020 arribó al fútbol de Grecia, contratado por el Panetolikos, club que lo había intentado fichar en 2016. Jugó dos temporadas con el equipo en la Superliga de Grecia, y en 2023 pasó a las filas del Ionikos FC, también enrolado en la misma competición.

## Clubes
| Club                        | País      | Año       | PJ | Goles |
| --------------------------- | --------- | --------- | -- | ----- |
| Gimnasia y Esgrima La Plata | Argentina | 2013-2016 | 69 | 4     |
| Atlético Tucumán            | Argentina | 2016-2017 | 12 | 0     |
| Chacarita Juniors           | Argentina | 2017      | 7  | 1     |
| Instituto                   | Argentina | 2018      | 24 | 2     |
| Huracán                     | Argentina | 2019-2020 | 9  | 0     |
| Panetolikos                 | Grecia    | 2020-2022 | 48 | 5     |
| Ionikos FC                  | Grecia    | 2022-2023 | 10 | 2     |
| AEL Limassol FC             | Chipre    | 2023-2024 | 36 | 2     |
| AE Kifisia                  | Grecia    | 2024-     |    |       |